# Măeriște
Măeriște là một xã thuộc hạt Sălaj, România. Dân số thời điểm năm 2002 là 3511 người.